# Millalelmo
Millalelmo o Millarelmo
(? - 1570) fue un famoso líder militar mapuche en la segunda gran rebelión mapuche que comenzó en 1561, durante la Guerra de Arauco. Probablemente fue toqui de Arauco, y comandó al ejército mapuche en esa área durante el sitio de Arauco en 1562.
En 1563, condujo a su ejército a luchar contra el capitán Juan Pérez de Zurita, venciéndolo en combate en las cercanías del río Andalién. Con la derrota de Zurita, interrumpió la llegada de refuerzos a la ciudad de Concepción, permitiendo el sitio de la ciudad en 1564, llevado a cabo en conjunto con las fuerzas mapuche que avanzaron desde el norte del río Bío Bío bajo las órdenes del vice toqui Loble. En 1566, Millalemo condujo los ataques acaecidos en la recientemente reconstruida ciudad de Cañete. En 1569, comandó junto a Llanganabal la Batalla de Catirai.
Millalelmo habría sido muerto en 1570, y su cuerpo habría sido mandado a incinerar, por lo que se creó la leyenda de que su espíritu ascendió hasta las nubes, desde donde sigue guerreando contra los españoles muertos que espera encontrar allí.